# کامل هنا جیجو
کامل هنا جیجو (عربی: کامل حنا ججو) (۱۱ نوامبر ۱۹۵۵–۱۸ اکتبر ۱۹۸۸) محافظ مسیحی عراقی پیشخدمت و چشندهٔ غذای صدام حسین بود که سرانجام در یک مهمانی توسط عدی حسین به قتل رسید.

## حرفه
جیجو محافظ شخصی صدام حسین، بود و به عنوان پیش‌خدمت و چشنده غذای او خدمت می‌کرد. گفته می‌شود که جیجو صدام را به همسر دومش سمیرا شهبندر معرف کرد که منجر به بروز اختلاف بین جیجو و ساجده طلفاح، همسر اول صدام، و عدی حسین که آن را توهین به مادرش ساجده دانست شد. پدر جیجو، هانا جیجو، یکی از سرآشپزهای شخصی صدام و مادرش دایهٔ حلا، یکی از دختران صدام و برادرش، مالکو هانا جیجو، یک نظامی بود که صدام برای تشکیل نیروهای آشوری که در آن زمان هنگ آشوری نامیده می‌شد منصوب کرده بود.

## مرگ
در ۱۸ اکتبر ۱۹۸۸، جیجو توسط عدی حسین (پسر صدام) به قتل رسید. عدی در یک مهمانی که به افتخار سوزان مبارک، همسر حسنی مبارک (رئیس‌جمهور سابق مصر) در حال برگزاری بود، جیجو را با چماق در مقابل مهمانان کتک زد و به گفته برخی، در نهایت او را با شلیک گلوله (احتمالاً به خواست مادرش) به قتل رساند. صدام مایل بود عدی را مجازات کند و او را به جرم قتل دستگیر کند، اما پس از درخواست‌های متعدد ساجده طلفاح و خانواده جیجو برای عفو عدی، او را به جای زندانی کردن به سوئیس تبعید کرد. بعد از این اتفاق، مبارک عدی را یک «روانی» نامید.